# Nicobarais

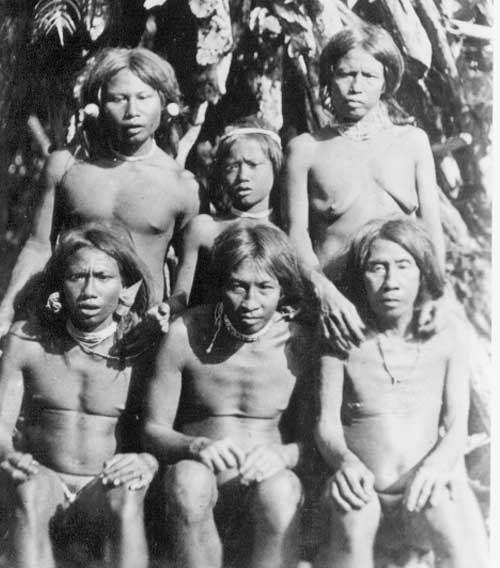
Photographie d'individus Shompen en Grande Nicobar, 1886.

On répartit les populations indigènes des îles Nicobar en deux groupes. Leurs langues forment un rameau de la branche môn-khmer des langues austroasiatiques.

## Les Shom Peng
Les Shom Peng ou Shompen vivent dans les denses forêts de l'intérieur de l'île de la Grande Nicobar. On estime que leur nombre était d'environ 400 en 2001. En 2024, cette tribu de chasseurs-cueilleurs nomades isolée ne compterait plus qu'entre 200 et 300 membres.
On sait très peu de choses de cette population. Des études génétiques récentes non publiées montrent que les Shompen auraient une origine différente de celle des autres habitants des Nicobar. Les ancêtres des Shompen seraient venus de l'île indonésienne de Sumatra, située au sud des Nicobar, il y a plus de 10 000 ans. Toutefois, l'hypothèse d'un lien avec les populations désignées par le nom de Négritos n'a pas été démontrée. Une parcularité des Shompen découverts en 1967 est que les 55 individus alors examinés se sont révélés appartenir au groupe sanguin O. Des éléments génétiques montrent des mariages consanguins.
Contrairement aux Nicobaris, qui étaient des marins et commerçants en contact avec le monde extérieur, les Shompen, autant que l'on sache, sont un peuple de l'intérieur et vivent cachés dans la dense jungle de leur île, avec des contacts limités avec le monde extérieur.
Une preuve de ces contacts sont les mots malais et portugais qu'on trouve dans leur langue.
Les Shompen habitant la partie ouest de l'île se désignent par le nom de "Kalay" et ceux de la partie est par celui de "Keyet", chaque groupe appelant l'autre "Buavela".
Leur mode de vie à l'intérieur de l'île a protégé les Shompen du séisme du 26 décembre 2004 dans l'océan Indien, contrairement aux habitants de la côte, qui ont subi de terribles pertes.

## Les Nicobaris
Les Nicobaris, au nombre de 27 000, forment la plus grande partie des quelque 42 000 habitants recensés dans les îles Nicobar (2001). Les Nicobaris seraient venues de l'est, de l'Asie du Sud-Est continentale, plusieurs milliers d'années après les Shom Peng. Des éléments génétiques et linguistiques montrent que les deux groupes se sont mélangés à un degré limité.
Ils sont maraîchers et éleveurs de cochons, et habitent de grands villages en bordure de mer. Sur la base du territoire occupé et de la langue, on distingue 6 groupes :
- les Bompoka sur l'île de Poahat ;
- les Car sur l'île de Car Nicobar ;
- les Chowra ;
- les Nicobaris du centre ou Nancowry ;
- les Nicobaris méridionaux ;
- les Teressa sur l'île du même nom.

Les différences s'observent au niveau de la langue et des coutumes.

## Linguistique
La langue shompen et les différents parlers nicobaris forme le groupe des langues nicobar de la branche môn-khmer des langues austroasiatiques.